# Murrough O'Brien (1er comte d'Inchiquin)
Pour l’article homonyme, voir Murrough O'Brien.
Murrough O'Brien (1614 ou 1618, selon les sources - 9 septembre 1674), 1er comte d'Inchiquin, connu de 1624 à 1654 comme le 6e baron d'Inchiquin, est le chef de la maison O'Brien et le principal pair protestant de souche irlandaise après James Butler, 1er duc d’Ormonde. Il est l'une des dix personnes nommées dans l'Act for the Settlement of Ireland 1652 comme chefs des forces royalistes en Irlande.

## Biographie

### Opposition aux Confédérés catholiques
Inchiquin sert dans l'armée espagnole d'Italie de 1636 à 1639, puis retourne en Irlande, où il se marie avec la fille de William St Leger, président du Munster. Quand St Leger meurt en 1641, Inchiquin prend sa suite comme administrateur du Munster. Lors du soulèvement irlandais de 1641, il est le seul chef de clan irlandais à se mettre du côté des colons protestants contre la Confédération irlandaise. Il tient de façon brutale au nom du roi Cork et le sud ouest de l'Irlande jusqu'au cessez-le-feu organisé par Ormonde en septembre 1643. En 1642, à la bataille de Liscarroll, il met en déroute une armée confédérée commandée par Garret Barry, qui marchait sur Cork.

### Rebuffade par CharlesIer
En février 1644, Inchiquin se rend à Oxford, s'attendant à ce que la commission royale lui accorde la présidence du Munster, mais Charles Ier lui fait l'affront de nommer à ce poste le comte de Portland. Furieux, il retourne en Irlande, où il annonce son soutien au Parlement anglais. Il expulse les Catholiques de Cork, Youghal et Kinsale, et durcit son emprise sur le sud-ouest de l'Irlande par une série d'atrocités dirigées contre les Catholiques. Le massacre de la garnison de Cashel en septembre 1647, puis la dévastation du Munster tenu par les Catholiques lui valent le surnom de «Murrough l'Incendiaire». Il bat de manière décisive l'armée confédérée de Lord Taafe à la bataille de Knocknanauss en novembre 1647, mettant hors d'usage l'armée confédérée du Munster.

### Retour au royalisme
Effrayé par les implications du Vote of No Addresses, Inchinquin change de nouveau de parti, en se déclarant pour le roi en mars 1648. Il appelle à une trêve avec les Confédérés, ce qui cause une rupture entre le Conseil Suprême et le nonce apostolique, Giovanni Battista Rinuccini. Il accueille le marquis d'Ormonde, lorsqu'il revient en Irlande en septembre 1648, et il soutient le second traité de paix d'Ormonde, qui établit une alliance entre les Royalistes et les Confédérés contre le Parlement anglais. En 1648 et 1649, il passe beaucoup de temps à réprimer la résistance du général catholique dissident d'Ulster, Owen Roe O'Neill, qui refuse l'alliance Royalistes/Confédérés. Ces luttes intestines cessent à l'été 1649, mais elles compromettent la capacité des Royalistes à résister à la Conquête cromwellienne de l'Irlande. Inchiquin est présent à la coûteuse défaite royaliste de Rathmines, où l'action de ses troupes à l'arrière-garde permet à beaucoup de survivants de s'échapper. L'année suivante, les choses paraissent sans espoir pour les Royalistes. Beaucoup de troupes protestantes d'Inchiquin désertent pour le camp parlementaire en mai 1650, et il part peu après en exil en France avec Ormonde.

### La Restauration
Inchiquin trouve grâce aux yeux de Charles II, qui le remercie par un comté en 1654. Il combat avec l'armée française en Italie et en Catalogne entre 1654 et 1655, quand il se convertit au catholicisme. À la Restauration, Inchiquin retrouve ses terres de Munster, mais on lui refuse la présidence de cette région à cause de sa religion. Il dirige un corps expéditionnaire envoyé par Charles II, pour aider, mais en vain, les Portugais en 1662. Il vit ensuite tranquillement en Irlande jusqu'à sa mort en 1674.